# هیتوناری تسوجی
هیتوناری تسوجی (انگلیسی: Hitonari Tsuji؛ زادهٔ ۴ اکتبر ۱۹۵۹) رمان‌نویس، کارگردان فیلم، آهنگساز، استاد، ویراستاری اهل ژاپن است.
وی همچنین برندهٔ جوایزی همچون جایزه آکوتاگاوا شده‌است.